# 空气制动 (铁路)

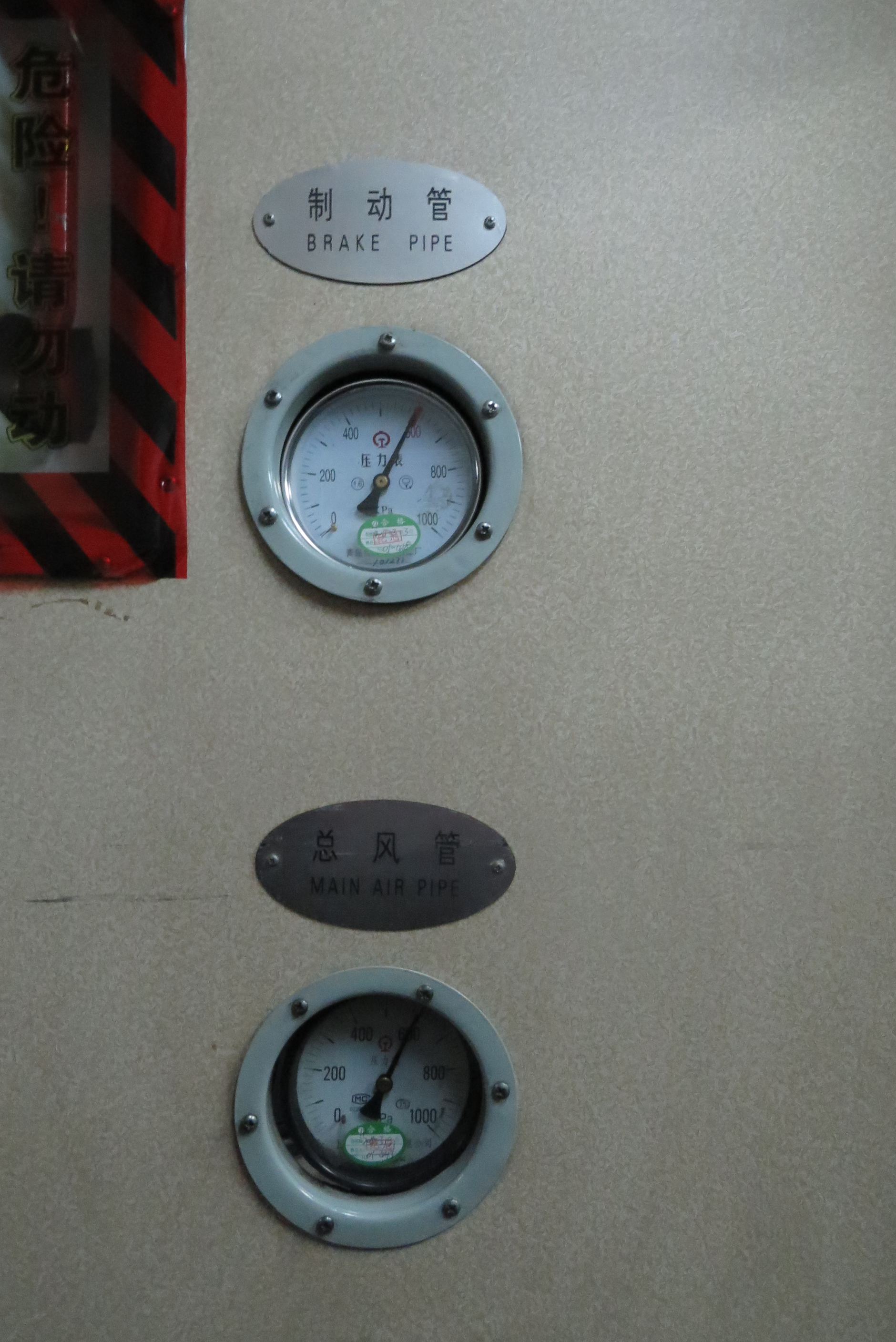
中国铁路25K型客车的制动管风表和总风管风表，风压读数均为600千帕

空气制动是铁路机车车辆制动方式之一，是以压缩空气作为制动原动力，以改变压缩空气的压强来操纵控制列车的制动，由美国企业家、工程师乔治·威斯汀豪斯于1872年发明。

## 历史
在空气制动机出现以前，铁路列车的制动是一项困难的工作。在铁路出现初期，由于列车车厢数量较少、速度较慢，当时主要依靠蒸汽机车的逆气制动、以及以人力为制动原动力的闸瓦制动；但当铁路运输不断发展，列车变得更长、更快，对列车的制动性能要求变得越来越高。
1866年，美国一位年轻人乔治·威斯汀目睹了一起铁路事故，了解到既有制动装置的不足。1869年，当时年仅23岁的乔治·威斯汀豪斯通过大量的研究和试验，成功研制了世界上第一套“直通空气制动机”。这套制动系统包括了一台空气压缩机，它将空气加压到压强为每平方英寸50至70磅的压缩空气并储存在总风缸内，进行制动时，司机打开阀门，让压缩空气流通过车辆之间的风管，进入分别安装在每节车厢的制动缸内，而压缩空气将制动缸内的活塞鞲鞴推出，再通过一系列拉杆和杠杆作用迫使闸瓦压向车轮，实现制动的目的；而在缓解时，司机通过操纵阀门，使制动缸和管路中的压缩空气排向大气，从而令制动缸内的复原弹簧将活塞鞲鞴压回到风缸内，使闸瓦离开车轮。同年。在宾夕法尼亚州铁路的一列旅客列车上装上了新发明的空气制动机进行试验，结果表明空气制动机效果良好，能够成功避免事故的发生。

## 参看
- 踏面制动
- 电阻制动
- 运转车长